# Knives Out (пісня)
Knives Out — пісня англійського рок-гурту Radiohead, що вийшла як другий сингл з їхнього п'ятого альбому Amnesiac (2001). Трек містить слова про канібалізм і гітари під впливом гурту The Smiths. «Knives Out» отримав позитивні відгуки та досяг 13 місця в UK Singles Chart і першого місця в Canadian Singles Chart. Режисером кліпу виступив Мішель Гондрі.

## Запис
Radiohead записали «Knives Out» в період між 1999 і 2000 роками під час сесій для своїх альбомів Kid A і Amnesiac, які записувалися одночасно. У листопаді 1999 року вони виконали «Knives Out» під час вебтрансляції зі своєї студії.
Згідно зі студійним щоденником, який вів гітарист Ед О'Браєн, робота над «Knives Out» зайняла 373 дні. Він писав, що це була «мабуть, найпростіша річ, яку ми зробили за останні роки… і це може пояснити, чому ми так довго над нею працювали». Він вважав, що успішні гурти часто надмірно прикрашають свою музику, особливо пісні, написані під акустичну гітару, але Radiohead вловили суть пісні.
«Knives Out» була створена під впливом британського рок-гурту The Smiths. Перед виходом пісні О'Браєн зіграв її для гітариста The Smiths Джонні Марра, який сказав: «Я був надзвичайно зворушений і втратив дар мови — а це вимагає певних зусиль. Він пояснив мені, що цією піснею вони намагалися зробити знімок того, як я робив речі в The Smiths — і я думаю, ви можете почути це в ній».

## Композиція
За словами Drowned in Sound, «Knives Out» є найтрадиційнішою піснею Amnesiac. Вона має «дзвінкі» і «дрейфуючі» гітарні лінії, «драйвові» ударні, «блукаючий» бас, «примарний» вокал і «моторошний» текст. Вокаліст, Том Йорк, розповідав, що в тексті йдеться про канібалізм. Він сказав: «Частково це ідея бізнесмена, який йде від дружини та дітей і ніколи не повертається. Це також погляд на тисячу ярдів, коли ти дивишся на когось близького і знаєш, що він помре».

## Музичне відео
Режисером кліпу «Knives Out» став Мішель Гондрі. У той час Гондрі переживав розрив стосунків і висловив свої почуття в концепції відео, де Йорк сумує в лікарняній палаті. Гондрі описав цю співпрацю як «жахливий досвід» і сказав: «Я показав Йорку розкадрування і кожну деталь: він був абсолютно схвильований і щасливий за це — а потім, як виявилося, вони всі критикують мене за егоїзм і за те, що я вклав у це свої власні погляди і власну інтроспекцію… Не все пройшло гладко, але якби все й пройшло гладко, він був би посереднім».

## Реліз
У Великій Британії «Knives Out» вийшов 6 серпня 2001 року як другий сингл Amnesiac у трьох форматах: два CD-сингли і 12-дюймовий вініловий сингл. Він посів 13 місце у UK Singles Chart.
Кавер-версії на «Knives Out» виконали багато виконавців: Flaming Lips на мініальбомі Fight Test 2003 року, піаніст Крістофер О'Райлі на своєму альбомі True Love Waits 2003 року, і джазовий піаніст Бред Мелдау на своєму альбомі Day is Done 2006 року. Фільм 2019 року Ножі наголо отримав свою назву від пісні; за словами режисера, Раяна Джонсона, шанувальника Radiohead, фільм названо на честь цієї пісні: «Очевидно, що фільм не має нічого спільного з піснею… Цей вислів завжди засідав у мене в голові».

## Відгуки
Девід Меррівезер з Drowned in Sound дав синглу «Knives Out» дев'ять балів з десяти, похваливши «дзвінку» гітару Джонні Ґрінвуда за передачу «романтичного розчарування» і «тужливого болю» The Smiths. Рецензуючи Amnesiac для Pitchfork, Раян Шрайбер вважав, що гітарна лінія занадто схожа на пісню Radiohead 1997 року «Paranoid Android», і написав: «Чудова мелодія. Однак вони, бляха, вже використовували її раніше».
У 2010 році журнал Consequence of Sound назвав «Knives Out» однією з «найстрашніших» пісень Radiohead: «Це один з багатьох треків англійського квінтету, який лоскоче кістки, а не зігріває їх. Але саме це робить Radiohead такими унікальними». 2020 року Ґардіан назвали її 13-ю найкращою піснею Radiohead, написавши: «Непробивний Amnesiac розвінчав індустріальні чутки про те, що Radiohead були готові до прибуткового повернення — але серед цього альбому лежав цей м'ясо-картопляний рокер, з його швидкими рифами, містичною атмосферою та канібалістичною лірикою, що кваліфікується як чудовий світловий рельєф».

## Трек-лист
| #     | Назва                                        | Тривалість |
| ----- | -------------------------------------------- | ---------- |
| 1.    | «Knives Out»                                 | 4:14       |
| 2.    | «Cuttooth»                                   | 5:23       |
| 3.    | «Life in a Glasshouse (full length version)» | 5:08       |
| 4.    | «Worrywort»                                  | 4:37       |
| 5.    | «Fog»                                        | 4:04       |
| 23:26 |                                              |            |